# 石川達絵
石川 達絵（いしかわ たつえ、1962年8月3日 - ）は、日本の実業家、馬主。
東京都品川区東五反田に本社を置く、スマートフォンやゲーム機のアプリケーション開発などを手がける株式会社デジマースの代表取締役社長。

## 経歴
1962年、東京都出身。2005年に株式会社バローズから分社された株式会社デジマースの代表取締役社長となる。

## 馬主活動

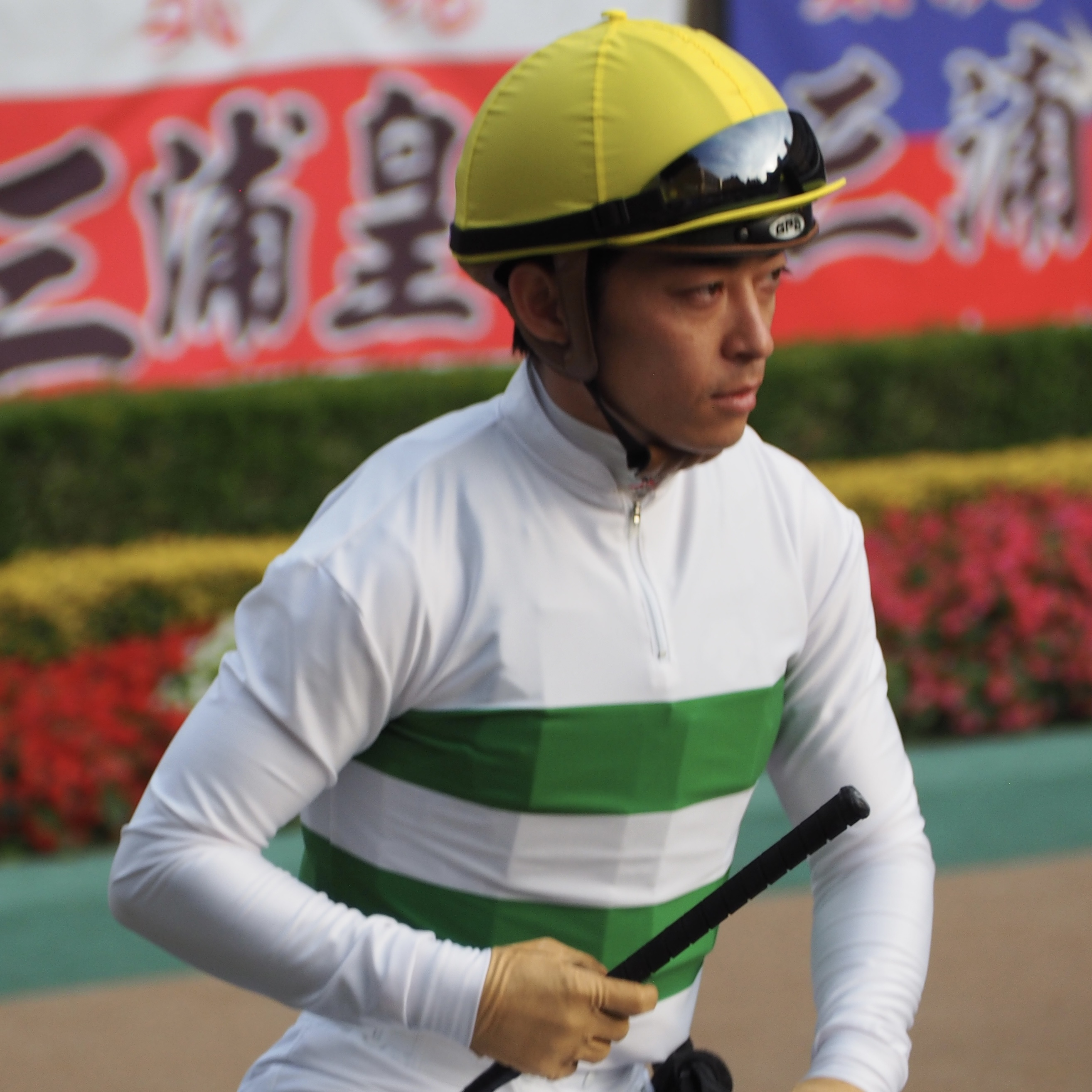
石川の勝負服を着用した川田将雅

日本中央競馬会（JRA）および地方競馬全国協会（NAR）に登録する馬主としても知られる。勝負服の柄は白、緑二本輪、白袖。冠名は特に用いずシンプルな馬名であることが多いが、代表的な所有馬のキセキは、当初色々な名前で馬名申請したものの認められず、だめ元で申請した「キセキ」が通ったという経験がある。

### 来歴
- 2003年 - 大井競馬で馬主資格を取得[1]。
- 2009年 - JRAの馬主資格を取得[1]。
- 2011年 - シャインストーンが7月9日・京都競馬場第7競走の3歳未勝利戦を制し、初勝利。
- 2017年 - キセキが菊花賞を制し、重賞およびGI競走、ならびにクラシック競走初制覇を挙げた[2]。

## 主な所有馬

### GI競走優勝馬
- キセキ（2017年菊花賞）
- ソウルラッシュ（2022年・2024年マイラーズカップ、2023年京成杯オータムハンデキャップ、2024年マイルチャンピオンシップ、2025年ドバイターフ）[3]

### 重賞競走優勝馬
- カンタービレ（2018年フラワーカップ、ローズステークス）
- ビッグリボン（2023年マーメイドステークス）[4]
- ショウヘイ（2025年京都新聞杯）